# Czaplinek
Czaplinek(udtale: [t͡ʂaˈplʲinɛk]; tysk: Tempelburg; kashubisk: Czôplënkò) er en by i den sydøstlige del af voivodskabet Vestpommern i den nordvestlige del af Polen. Byen har 6.876(2021) indbyggere og et areal på 13,51 km², og er en del af powiatet Drawsko. Den ligger mellem Drawsko- og Czaplinosøerne.
Det tidligere navn Tempelburg henviser til Tempelridderne, som slog sig ned i nærheden på ordre fra kong Przemysł 2. Indtil 1668 var byen en del af Polen, derefter var det en del af Brandenburg, Preussen og Tyskland, indtil slutningen af Anden Verdenskrig. Den er en af de nordligste byer i den historiske region Storpolen.
Czaplinek er en lokal turistdestination, som har den den næstdybeste sø i Polen og en stor marina.

## Historie
Det ældste spor af en boplads går over 2.500 år tilbage; en palisade blev engang opdaget på øen Bielawa ved Drawskosøen, den næstdybeste sø i Polen, samt i landsbyen Stare Drawsko.
Området var oprindeligt beboet af goterne,  efterfulgt af vestslaver, hvis bosættelser kaldtes gorder der højst sandsynligt blev brændt ned af hertug Bolesław 3. Wrymouth, og dermed inkorporerede Pommern i den polske stat. Overfloden af tanger på de talrige søer i regionen var med til at beskytte byerne mod invasioner og plyndring. I efteråret 1286 bragte hertugen af Storpolen og den fremtidige konge af Polen Przemysł 2. af Polen tempelridderne til en nærliggende fiskerby til forsvarsformål, deraf den fhv. navnet på Tempelburg. Czaplinek fik byrettigheder i 1291 og omkring 1300 blev den annekteret af Brandenburg. I 1345 overgik tempelherregodset til Johanniterordenen. I 1368 blev byen købt af kong Kasimir 3. den Store.

## Galleri
- Soldatergrave fra slaget ved Czaplinek
- Gamle byhuse i centrum
- Postkontor
- Interiør af Treenighedskirken